# Сервій Сульпіцій Руф Молодший
Сервій Сульпіцій Руф Молодший (80 — після 35 року до н. е.) — військовий діяч, прихильник Гая Юлія Цезаря, поет.

## Життєпис
Походив з патриціанського роду Сульпіціїв. Син Сервія Сульпіція Руфа, консула 51 року до н. е., та Постумії. Про молоді роки мало відомостей.
У 63 році до н. е. підтримував обвинувачення у незаконному здобутті посади, яке його батько висунув Луцію Ліцинію Мурені, що переміг його на консульських виборах. У 51 році до н. е. обговорювалося питання про одруження Сервія на Туллії, дочці Цицерона, але шлюб не відбувся, й Сервій одружився з Валерією, дочкою Мессали Нігера.
У 49 році до н. е., після початку громадянської війни між Гаєм Цезарем й Помпеєм, приєднався до Цезаря й брав участь у його поході на Брундізій. У 46 році до н. е. знаходився в оточенні Цицерона й вивчав філософію. У лютому 43 року до н. е. втратив батька, вражений скорботою, не зміг прийти на засідання сенату, де обговорювалося надання його батькові посмертних почестей.

## Творчість
Був поетом, автором еротичних віршів. У 35 році до н. е. згадується Горацієм як поціновувач поезії. Жодного твору від Руфа наразі не збереглося.

## Родина
Дружина — Валерія Молодша
Діти:
- Сервій Постумій Сульпіцій Руф
- Сульпіція Руфа